# ジェイソン・モモア
ジョセフ・ジェイソン・ナマカエハ・モモア（Joseph Jason Namakaeha Momoa, 1979年8月1日 - ）は、アメリカ合衆国ハワイ州ホノルル生まれのモデル、俳優。『ゲーム・オブ・スローンズ』のカール・ドロゴ役、『DCエクステンデッド・ユニバース』のアーサー・カリー / アクアマン役、『ワイルド・スピード/ファイヤーブースト』のダンテ・レイエス役で知られる。身長193cm。

## 来歴
1979年にハワイ州のホノルルでネイティブハワイアンの父とドイツ系アイルランド人の母の元に生まれる。その後両親が離婚したためアイオワ州へ移住した。
ハワイ大学マノア校を卒業。
前述した通りハワイ州の先住民族、ドイツ、アイルランド、アメリカ州の先住民族の血をひく。
1998年にハワイに戻り、ここでデザイナーのエリック・チャンドラーと小林武雄に見出され、モデルとして活躍し始めた。
ブランドン・ラウスとは高校の同級生で、同じサッカーチームに所属していた。

## キャリア

### 1998年 - 2009年
19歳の時、モデルとして活動しながら、人気TVドラマシリーズの『ベイウォッチ』のオーディションを受け、合格。ジェイソン・イオアン役で俳優としてのキャリアを始めた。
2004年には映画『ジョンソン一家のババババケーション』に出演した。
2005年から2009年まで『スターゲイト アトランティス』にてロノン役として出演し、役作りのため武道を習った。

### 2011年 - 2015年
2011年に『コナン・ザ・バーバリアン』の英雄コナン役で自身初の主演を務めた。
さらにテレビドラマシリーズ『ゲーム・オブ・スローンズ』にカール・ドロゴ役で出演し大きな反響を呼んだ。オーディションではマオリ族の民族舞踊であるハカを踊った。
2014年8月にホラーアクション映画『ビースト・ストーリー 選ばれし勇者』とSFホラー映画『DEBUG/ディバグ』でそれぞれ主演を務めた。
2015年にアクション映画『ワイルド・ブレイブ』に出演した（映画は2018年に公開）。

### 2016年 - 現在

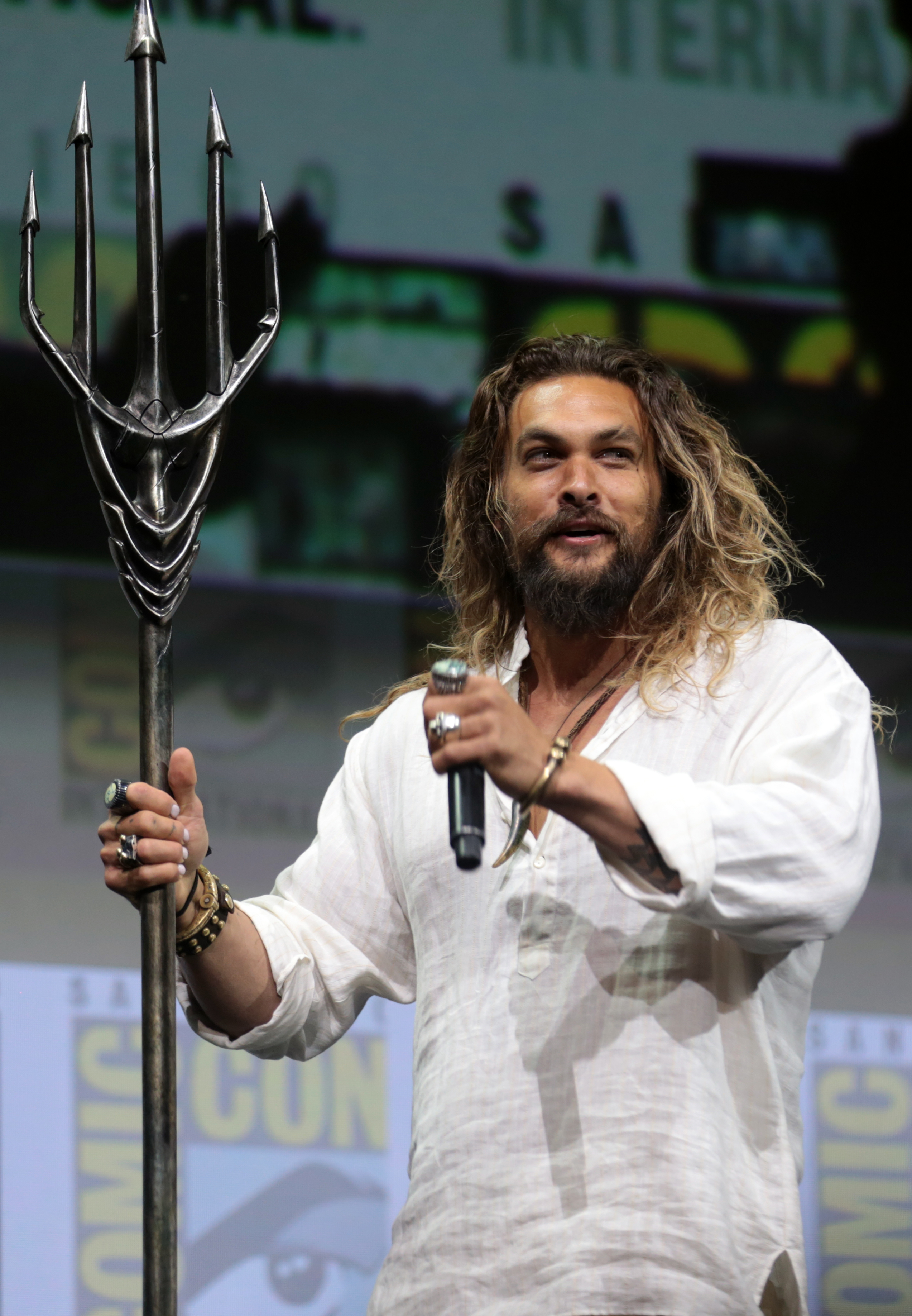
2017年のモモア

2016年から2018年までテレビドラマシリーズ『フロンティア』にてデクラン・ハープ役で出演した。
2016年3月に『バットマン vs スーパーマン ジャスティスの誕生』にアーサー・カリー / アクアマン役でカメオ出演した。
2017年にはDCコミックスの同名のスーパーヒーローチームをベースにする映画『ジャスティス・リーグ』に同じくアーサー・カリー / アクアマン役で出演し一躍有名となった。同時期に国連環境計画が主催する海洋環境を保護するキャンペーンに参加した。
2018年にスーパーヒーロー映画『アクアマン』に主人公であるアクアマン役で出演。世界興業収入が10億9000万ドルを記録して、DC映画史上No.1の興行成績を記録するなど作品ならびに主演を務めたモモアは非常に高い評価を受けた。
2023年には『ワイルド・スピード/ファイヤーブースト』にて本作の最大の敵であるダンテ・レイエス役を演じた。
2025年7月5日にはバーミンガムのヴィラ・パークで行われたオジー・オズボーンとブラック・サバスによるラストライブ『Back to the Beginning』の司会を担当している。

## フィルモグラフィ
※役名の太字表記は主演。

### 映画
| 年   | 題名                                                                             | 役名                                         | 備考                         | 吹き替え           |
| ---- | -------------------------------------------------------------------------------- | -------------------------------------------- | ---------------------------- | ------------------ |
| 2004 | ジョンソン一家のババババケーション Johnson Family Vacation                       | ナヴァロ                                     | 日本劇場未公開               | （吹き替え版なし） |
| 2011 | コナン・ザ・バーバリアン Conan the Barbarian                                     | コナン                                       |                              | 藤真秀             |
| 2012 | バレット Bullet to the Head                                                      | キーガン                                     | 東地宏樹                     |                    |
| 2014 | DEBUG/ディバグ Debug                                                             | アイアム                                     | 木村雅史                     |                    |
| 2014 | ビースト・ストーリー 選ばれし勇者 Wolves                                         | コナー                                       | 日本劇場未公開               | 間宮康弘           |
| 2016 | バットマン vs スーパーマン ジャスティスの誕生 Batman v Superman: Dawn of Justice | アーサー・カリー / アクアマン                | カメオ出演                   | （台詞なし）       |
| 2016 | マッドタウン The Bad Batch                                                       | マイアミマン                                 | 日本劇場未公開               | 星智也             |
| 2016 | Suger Mountain                                                                   | ジョー・ブライト                             |                              | N/A                |
| 2017 | バッド・ウェイヴ Once Upon a Time in Venice                                      | スパイダー                                   | 長野伸二                     |                    |
| 2017 | ジャスティス・リーグ Justice League                                              | アーサー・カリー / アクアマン                | 安元洋貴                     |                    |
| 2018 | ワイルド・ブレイブ Braven                                                        | ジョー・ブレイブン                           | 安元洋貴                     | 兼製作             |
| 2018 | アクアマン Aquaman                                                               | アーサー・カリー / アクアマン                | 安元洋貴                     |                    |
| 2019 | レゴ ムービー2 The Lego Movie 2: The Second Part                                 | アクアマン                                   | 声の出演                     | 後藤光祐           |
| 2021 | ジャスティス・リーグ:ザック・スナイダーカット Zack Snyder's Justice League       | アーサー・カリー / アクアマン                |                              | 安元洋貴           |
| 2021 | スイートガール Sweet Girl                                                        | レイ・クーパー                               | 兼製作                       | 安元洋貴           |
| 2021 | DUNE/デューン 砂の惑星 Dune                                                      | ダンカン・アイダホ                           |                              | 安元洋貴           |
| 2022 | スランバーランド Slumberland                                                     | フリップ                                     |                              | 安元洋貴           |
| 2022 | The Last Manhunt                                                                 | ビッグ・ジム                                 | 兼製作総指揮 日本未公開      | N/A                |
| 2023 | ワイルド・スピード/ファイヤーブースト Fast X                                     | ダンテ                                       |                              | 安元洋貴           |
| 2023 | ザ・フラッシュ The Flash                                                         | アーサー・カリー / アクアマン                | クレジットなし               | 安元洋貴           |
| 2023 | アクアマン/失われた王国 Aquaman and the Lost Kingdom                             | アーサー・カリー / アクアマン                | 兼共同原案                   | 安元洋貴           |
| 2024 | フォールガイ The Fall Guy                                                        | 本人役                                       | カメオ出演（クレジットなし） | 安元洋貴           |
| 2025 | マインクラフト/ザ・ムービー A Minecraft Movie                                    | ギャレット・“ザ・ガーベッジマン”・ギャリソン | 兼製作                       | 安元洋貴           |
| 2026 | スーパーガール (原題) Supergirl                                                  | ロボ                                         | ポストプロダクション         |                    |
| 2026 | The Animal Friends                                                               | TBA                                          | ポストプロダクション         |                    |
| 2026 | Dune: Part Three                                                                 | ダンカン・アイダホ                           | 撮影中                       |                    |
| TBA  | Killer Vacation                                                                  |                                              |                              |                    |
| TBA  | In The Hand Of Dante                                                             | ポストプロダクション                         |                              |                    |
| TBA  | The Wrecking Crew                                                                | TBA                                          | 兼製作 撮影中                |                    |

### テレビ
| 年        | 題名                                                             | 役名                          | 備考                                              | 吹き替え |
| --------- | ---------------------------------------------------------------- | ----------------------------- | ------------------------------------------------- | -------- |
| 1999-2001 | ベイウォッチ Baywatch Hawaii                                     | ジェイソン・ローン            | メインキャスト 計44話出演                         |          |
| 2003      | ベイウォッチ/灼熱のセクシー・トラップ Baywatch: Hawaiian Wedding | ジェイソン・ローン            | テレビ映画                                        |          |
| 2003      | Tempted                                                          | Kala                          | テレビ映画                                        | N/A      |
| 2004-2005 | NORTH SHORE/ノース・ショア North Shore                           | フランキー・シー              | メインキャスト 計21話出演                         |          |
| 2005-2009 | スターゲイト アトランティス Stargate Atlantis                    | ロノン・デックス              | シーズン2 - 5: メインキャスト 計73話出演          | 酒井敬幸 |
| 2009      | The Game                                                         | Roman                         | 計4話出演                                         | N/A      |
| 2011-2012 | ゲーム・オブ・スローンズ Game of Thrones                         | カール・ドロゴ                | シーズン1 - 2: メインキャスト 計10話出演          | 木村雅史 |
| 2014-2015 | The Red Road                                                     | Phillip Kopus                 | 計12話出演                                        | N/A      |
| 2016-2018 | フロンティア Frontier                                            | デクラン・ハープ              | メインキャスト 計18話出演 兼製作総指揮            | 山野井仁 |
| 2018      | サタデー・ナイト・ライブ Saturday Night Live                     | 本人（ホスト）                | 「Jason Momoa/Mumford & Sons」                    | N/A      |
| 2019      | ザ・シンプソンズ The Simpsons                                    | 本人役                        | 声の出演 シーズン31第3話「太っちょ警官」          |          |
| 2019-2022 | See 〜暗闇の世界〜 See                                           | ババ・ヴォス                  | Apple TV+オリジナル作品 メインキャスト 計24話出演 | 星智也   |
| 2022      | ピースメーカー Peacemaker                                        | アーサー・カリー / アクアマン | カメオ出演                                        | 安元洋貴 |
| 2023      | The Climb                                                        | 本人                          | 計8話出演                                         | N/A      |
| 2025      | チーフ・オブ・ウォー Chief of War                                | カヤナ                        | ミニシリーズ 兼脚本・製作総指揮                   | 星智也   |

## 日本語吹き替え
『ジャスティス・リーグ』以降、安元洋貴が専属（フィックス）に近い形で大半の作品を吹き替えており、現在では「ジェイソンの吹き替えでおなじみ」と評されるほどに定着している。
このほかにも、星智也、木村雅史、酒井敬幸、藤真秀、東地宏樹、間宮康弘、山野井仁、長野伸二なども声を当てている。

## その他
- ヤス島（アラブ首長国連邦・アブダビ）チーフ・アイランド・オフィサー（2023年4月25日 - ）[6]